# Arthur Beard
Arthur Beard là một cầu thủ bóng đá người Anh thi đấu ở vị trí tiền vệ chạy cánh. Ông thi đấu tại Football League Second Division cho Burnley năm 1904. Ông có một lần thi đấu duy nhất cho câu lạc bộ vào ngày 10 tháng 9 năm 1904, khi thi đấu ở cánh phải trong thất bại 0–4 trước Bolton Wanderers.